# Chlosyne malcolmi
Chlosyne malcolmi is een vlinder uit de familie Nymphalidae. De wetenschappelijke naam van de soort is voor het eerst geldig gepubliceerd in 1926 door John Henry Comstock.